# Comuna Levanjska Varoš, Osijek-Baranja
Levanjska Varoš este o comună în cantonul Osijek-Baranja, Croația, având o populație de 1.194 de locuitori (2011).

## Demografie
Componența etnică a comunei Levanjska Varoš
     Croați (85,76%)
     Sârbi (12,81%)
     Necunoscut (0,42%)
     Neclasificat (0,17%)
Componența confesională a comunei Levanjska Varoš
     Catolici (72,78%)
     Ortodocși (13,57%)
     Necunoscută (11,81%)
     Alte religii (1,84%)
Conform recensământului din 2011, comuna Levanjska Varoš avea 1.194 de locuitori. Din punct de vedere etnic, majoritatea locuitorilor (85,76%) erau croați, cu o minoritate de sârbi (12,81%). Apartenența etnică nu este cunoscută în cazul a 0,42% din locuitori. Din punct de vedere confesional, majoritatea locuitorilor (72,78%) erau catolici, cu o minoritate de ortodocși (13,57%). Pentru 11,81% din locuitori nu este cunoscută apartenența confesională.